# Hydroptila spada
Hydroptila spada is een schietmot uit de familie Hydroptilidae. De soort komt voor in het Neotropisch gebied.